# Makarska
Makarska er en by syd for Split i Kroatien ved Adriaterhavet i området Dalmatien. Byen har ca. 13.800 indbyggere.
Byen er kendt som et populært turistmål, og har bl.a. et malakologisk museum i det lokale frankiskanske kloster fra det 16. århundrede.
Fra Makarska er det muligt at besøge øen Hvar.

## Ekstern henvisning
- Officiel hjemmeside
- Turistinformationswebsite for Makarska